# Budowlani Łódź Sportowa 2021-2022
Questa voce raccoglie le informazioni riguardanti il Budowlani Łódź Sportowa nelle competizioni ufficiali della stagione 2021-2022.

## Organigramma societario
Area direttiva
- Presidente: Marcin Chudzik

Area tecnica
- Allenatore: Jakub Głuszak (fino al 16 febbraio 2022), Maciej Biernat (dal 16 febbraio 2022)
- Allenatore in seconda: Maciej Biernat (fino al 16 febbraio 2022), Krystian Pachliński (dal 16 febbraio 2022)
- Scout man: Michał Wrzeszcz

## Rosa
| N° | Nome                | Ruolo | Data di nascita   | Nazionalità sportiva |
| -- | ------------------- | ----- | ----------------- | -------------------- |
| 2  | Justyna Kędziora    | S     | 29 settembre 2000 | Polonia              |
| 5  | Małgorzata Śmieszek | C     | 11 luglio 1996    | Polonia              |
| 6  | Anna Lewandowska    | C     | 2 dicembre 1995   | Polonia              |
| 7  | Martyna Łazowska    | P     | 10 aprile 2002    | Polonia              |
| 8  | Zuzanna Górecka     | S     | 10 aprile 2000    | Polonia              |
| 9  | Weronika Centka     | C     | 6 settembre 2000  | Polonia              |
| 10 | Ana Cleger          | O     | 27 novembre 1989  | Azerbaigian          |
| 14 | Monika Fedusio      | S     | 6 novembre 1999   | Polonia              |
| 16 | Daria Skomorowska   | L     | 4 ottobre 2002    | Polonia              |
| 18 | Justyna Łysiak      | L     | 20 gennaio 1999   | Polonia              |
| 23 | Maja Pelczarska     | P     | 13 luglio 1995    | Polonia              |
| 24 | Paulina Damaske     | S     | 1º giugno 2001    | Polonia              |
| 91 | Julia Szczurowska   | O     | 29 luglio 2001    | Polonia              |